# Henry Morgenthau
Pour les articles homonymes, voir Morgenthau.
Henry Morgenthau, Jr. (/ˈmɔːɹ.ɡən.θɔː/), né le 11 mai 1891 à New York et mort le 6 février 1967 à Poughkeepsie (New York), est un homme politique américain. Il est secrétaire au Trésor entre 1934 et 1945 dans l'administration du président Franklin Delano Roosevelt et brièvement dans celle de son successeur Harry S. Truman. 
Il exerce une grande influence dans la conception et le financement du New Deal. Après 1937, alors qu'il est toujours responsable du Trésor, il joue un rôle de plus en plus important dans la politique étrangère américaine, en particulier le soutien à la Chine et l'aide aux réfugiés juifs. Surtout, il met en place le « plan Morgenthau » visant à empêcher l'Allemagne de redevenir une puissance militaire après la victoire attendue des Alliés - effective en1945.

## Biographie

### Vie familiale, études, études et début de carrière

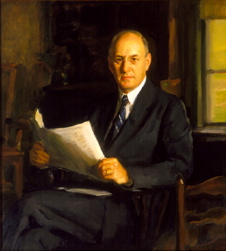
Henry Morgenthau
Portrait par David Dilvette.

Né dans une famille de la bourgeoisie juive de New York, il est le fils d'Henry Morgenthau senior, magnat de l'immobilier et diplomate (notamment ambassadeur à Constantinople), et de Joséphine Sykes. Il a trois sœurs. Il effectue sa scolarité dans ce qui est maintenant la Dwight School (en), puis étudie l'architecture et l'agriculture à l'université Cornell. En 1913, il rencontre Franklin et Eleanor Roosevelt et se lie d'amitié avec eux. Au cours de la Première Guerre mondiale, il exploite une ferme près de leur propriété dans l'État de New York et se spécialise dans la culture d'arbres de Noël. Il est préoccupé par la détresse des agriculteurs, qui représentent plus du quart de la population. En 1922, il reprend le magazine American Agriculturalist et en fait le porte-parole d'une agriculture maintenue, rénovée et scientifique. En 1929, Roosevelt, en tant que gouverneur de New York, le nomme président du New York State Agricultural Advisory Committee et à la State Conservation Commission.
Il est le père du producteur de télévision Henry Morgenthau III (en) et de l'homme politique Robert Morgenthau.

### New Deal
En 1933, Franklin Roosevelt, devenu président, nomme Henry Morgenthau gouverneur du Federal Farm Board. Il n’en est pas moins impliqué dans les décisions monétaires. En effet, Roosevelt a adopté l'idée d'augmenter le prix de l'or pour faire baisser la valeur du dollar, ce qui augmente le prix de toutes les marchandises – en particulier les produits agricoles. L'idée venait du professeur George Warren de l'université Cornell et, bien qu’il y soit opposé, Morgenthau est disposé à venir en aide au président. Lorsque Roosevelt déclare à Morgenthau qu'il pense relever le prix de l'or de 21 cents, son entourage lui en demande la raison : « C'est un chiffre porte-bonheur, répond Roosevelt. Parce que c'est trois fois sept ». Comme Henry Morgenthau l’a écrit plus tard : « Si quelqu'un savait exactement comment nous avons fixé le prix de l'or grâce à une combinaison de chiffres porte-bonheur etc., je pense qu’on en frémirait ».
En 1934, après la démission de William H. Woodin pour raison de santé, Roosevelt nomme Morgenthau secrétaire au Trésor (à la grande colère des conservateurs). Économiste orthodoxe, il s’oppose aux doctrines keynésiennes et désapprouve certains éléments présents dans le New Deal de Roosevelt. Pour financer la Seconde Guerre mondiale, il élabore un système compliqué de mise sur le marché des obligations de guerre.

### Campagne contre la corruption
Henry Morgenthau se sert de sa position à la tête du Trésor pour enquêter sur le crime organisé et la corruption gouvernementale. Les services d'inspection du Trésor et d'autres organismes publics agissaient alors sans coordination ; les efforts pour créer une agence chargée de les coiffer étaient freinés par J. Edgar Hoover, qui craignait que cela jetât de l'ombre sur le FBI. Morgenthau n'en crée pas moins un coordinateur pour les agences du Trésor, et même si ce dernier n'a pas le pouvoir de les contrôler, il peut les amener à une certaine coopération. Les enquêtes sur la corruption des fonctionnaires entraînent la chute de Tom Pendergast de Kansas City, surnommé « Big Tom », un puissant homme politique. Une fusillade impliquant la mafia et la corruption officielle massive conduisent à des enquêtes réussies contre les chefs de la mafia locale, Charles Carollo et Tom Pendergast. D'autres fonctionnaires, ainsi que dans des cas assez rares certains gangsters, sont condamnés à la suite des enquêtes d'Henry Morgenthau.

### Plan Morgenthau
En 1944, il propose le plan Morgenthau pour l'après-guerre en Allemagne, demandant que l'Allemagne soit démembrée en différents États indépendants, dépouillée de toute industrie lourde et forcée de retourner à une économie agraire antérieure à la révolution industrielle. Le plan Morgenthau est considéré par certains comme ayant été mis au point en réalité par le député Harry Dexter White, qui fut plus tard accusé d'être un agent soviétique. Lors de la deuxième conférence de Québec, le 16 septembre 1944, Roosevelt et Morgenthau persuadent le Premier ministre britannique Winston Churchill (au départ très réticent) d'accepter le plan, probablement en mettant en jeu un accord de six milliards de dollars de prêt-location (Lend Lease). Churchill choisit, cependant, de restreindre la portée de la proposition Morgenthau par la rédaction d'une nouvelle version du mémorandum, qui finit par être la version signée par les deux hommes d'État. L'essentiel du mémorandum signé est « ce programme pour éliminer les industries de guerre dans la Ruhr et la Sarre s'efforçant de convertir l'Allemagne en un pays principalement agricole et pastoral dans son caractère ».
Le plan fait face à une opposition dans le cabinet de Roosevelt, principalement de la part d'Henry L. Stimson, et quand il est divulgué à la presse, la critique publique se déchaîne contre Roosevelt. La réponse du président aux multiples demandes de renseignements est de démentir les rapports de presse. Cette "fuite" aura pour résultat d'entraîner la défaveur de Morgenthau pendant un certain temps auprès de Roosevelt.
Le ministre de la Propagande allemande, Joseph Goebbels aurait utilisé cette information , avec un certain succès, pour encourager les Allemands à persévérer dans leurs efforts de guerre afin que leur pays ne fût pas transformé en un « champ de pommes de terre ». Le général George Marshall se plaignit à Morgenthau que la résistance allemande s'était renforcée. Espérant que Morgenthau se laisserait fléchir dans son plan pour l'Allemagne, le beau-fils de Roosevelt, le lieutenant-colonel John Boettiger, qui travaillait dans le département de guerre des États-Unis, lui a expliqué comment les troupes américaines avaient dû se battre pendant cinq semaines contre la résistance acharnée des Allemands avant de s'emparer d' Aix-la-Chapelle : il s'est plaint de ce que le plan Morgenthau valait « trente divisions pour les Allemands ». À la fin de 1944, l'adversaire aux élections de Roosevelt, Thomas Dewey, déclara à son tour que ce plan valait « dix divisions ». Cependant, Morgenthau refusa de se laisser fléchir.
Le 10 mai 1945, Truman (le successeur de Roosevelt) signe la directive d'occupation américaine JCS 1067. Morgenthau dit alors à son personnel que c'était un grand jour pour le Trésor, et qu'il espérait que « personne ne le reconnaîtrait comme le plan Morgenthau ». La directive, qui est en vigueur durant plus de deux ans, indique aux forces américaines d'occupation de « […] ne prendre aucune mesure regardant vers le redressement économique de l'Allemagne ».
Dans l'Allemagne occupée, Morgenthau laisse un héritage direct à travers ce qui était couramment appelé « les garçons Morgenthau ». Ce sont les responsables américains du Trésor que le général Dwight D. Eisenhower avait « prêtés » à l'armée d'occupation. Ils veillaient à ce que la JCS 1067 soit interprétée aussi strictement que possible. Ils furent surtout actifs dans les premiers mois de l'occupation, mais continuèrent leurs activités encore près de deux ans après la démission de Morgenthau à la mi-1945, et quelque temps après le départ de leur chef, le colonel Bernard Bernstein, « le gardien de l'esprit Morgenthau dans l'armée d'occupation ». Ils démissionnèrent en juillet 1947 lorsque la JCS 1067 fut remplacée par la JCS 1779 qui souligne, elle, qu'« une Europe ordonnée et prospère nécessite les contributions économiques d'une Allemagne stable et productive ».
L'héritage de Morgenthau a également été perçu dans les plans de préservation du désarmement de l'Allemagne en ce qu'ils réduisaient considérablement sa puissance économique ...
En octobre 1945, Henry Morgenthau publie un livre dans lequel il décrit et motive le plan Morgenthau dans les moindres détails. Roosevelt avait accordé sa permission pour la sortie du livre le soir avant sa mort ; Morgenthau avait également demandé la permission de Churchill pour inclure le texte du mémorandum, à l'époque encore secret, signé par Churchill et Roosevelt à Québec au sujet de la « pastoralisation », mais l'autorisation fut refusée.  En novembre 1945, le général Dwight D. Eisenhower, gouverneur militaire de la zone d'occupation américaine, approuve la distribution de 1.000 exemplaires gratuits du livre aux responsables militaires américains dans l'Allemagne occupée. L'historien Stephen Ambrose en tire la conclusion qu'en dépit des allégations ultérieures d'Eisenhower selon lesquelles la directive n'était pas une poursuite du plan Morgenthau, celui-ci avait bien approuvé le plan et même donné à Morgenthau certaines de ses idées sur la façon dont l'Allemagne devait être traitée.
Après sa démission, ainsi que d'autres personnalités telles que l'ancienne première dame, Eleanor Roosevelt, Morgenthau est resté pendant plusieurs années un membre actif de la campagne du groupe pour une « paix dure » (harsh peace) à imposer à l'Allemagne.

### Exécution des criminels nazis
Henry Morgenthau avait aussi préconisé l'exécution sommaire, sans procès, des 50 ou 100 premiers présumés criminels nazis. Cette proposition a connu un certain succès, mais finalement, il fut décidé d'organiser le procès de Nuremberg.